# لونغ آيلند
لونغ آيلند (بالإنجليزية: Long Island) وهي جزيرة في الولايات المتحدة في نيويورك. تمتد من أقصى شمال شرق ميناء نيويورك إلى المحيط الأطلسي وتحتوي على أربعة مقاطعات هي (بروكلين وكوينز) وهي أحياء في مدينة نيويورك و (ناسو وسوفولك) وهي ضواحي أساسية. كما هو شائع فإن «لونغ آيلاند» في كثير من الأحيان تشير إلى مقاطعتي ناسو وسوفولك فقط وذلك لتمييزها عن مدينة نيويورك على الرغم من أن جميع المقاطعات الأربع تقع في الجزيرة والتي هي جزء من منطقة العاصمة نيويورك. يحد الجزيرة من الشمال مصب لونغ آيلاند ساوند (بالإنجليزية: Long Island Sound) وهو يمتد على جميع أنحاء ولاية كونيتيكت (بالإنجليزية: كونيتيكت) وجزيرة رود آيلاند (بالإنجليزية: رود آيلاند).
تعتبر لونغ آيلاند من أكثر الجزر المكتظة بالسكان من أي ولاية أمريكية أو إقليم فهي في المرتبة السابعة عشر من حيث أكثر الجزر كثافة للسكان في العالم حيث وصل عددهم 7686912 في عام 2012 بحيث تفوق أيرلندا (بالإنجليزية: جزيرة أيرلندا)، وجاميكا (بالإنجليزية: جامايكا)، وهوكودو (بالإنجليزية: هوكايدو). تبلغ الكثافة السكانية فيها نحو 5402 نسمة لكل ميل مربع (2082\ كم مربع). ولو كانت هي ولاية أمريكا لاحتلت لونغ آيلاند المرتبة الثالثة عشر من حيث عدد السكان بعد فرجينيا والمرتبة الأولى من حيث الكثافة السكانية.
وتعتبر لونغ آيلاند من أطول وأكبر الجزر في الولايات المتحدة المجاورة، حيث تمتد 118ميلاً (190كم) شرقاً من ميناء نيويورك إلى مونتك بوينت (بالإنجليزية: Montauk Point) وتمتد من أقصى الشمال إلى الجنوب حوالي 23 ميل (37 كم) بين الساحل الشمالي لونغ آيلاند ساوند والساحل الجنوبي الأطلسي. حيث تحتل لونغ آيلاند المرتبة الـ11 من حيث أكبر الجزر في الولايات المتحدة والمرتبة الـ148 من حيث أكبر الجزر في العالم حيث تقدر مساحتها 1401 ميل مربع (3629 كم مربع)، وهي أيضاً أكبر من جزيرة رود آيلاند التي تصنف ضمن أصغر ولاية والتي تقدر مساحتها 1214 ميل مربع (3140 كم مربع).
تقع في جزيرة لونغ ايلاند وتحديداً مقاطعة كوينز مطارين من أهم المطارات الرئيسة في مدينة نيويورك وهي مطار لاغوارديا (بالإنجليزية: LaGuardia Airport) ومطار جون إف كينيدي الدولي (بالإنجليزية: JFK International Airport). تتصل مقاطعتي بروكلين وكوينز وبالتالي لونغ آيلاند بتسعة جسور و 13 نفق (بما في ذلك أنفاق السكك الحديدية) إلى الأحياء الثلاثة الأخرى في مدينة نيويورك. تتصل المعابر (أي معابر تسمح بمرور العبّارات والسفن من خلالها) شمالاً بمقاطعة سوفولك من خلال جزيرة لونغ آيلاند ساوند إلى ولاية كونيتيكت.

## الجغرافيا

### نظرة عامة

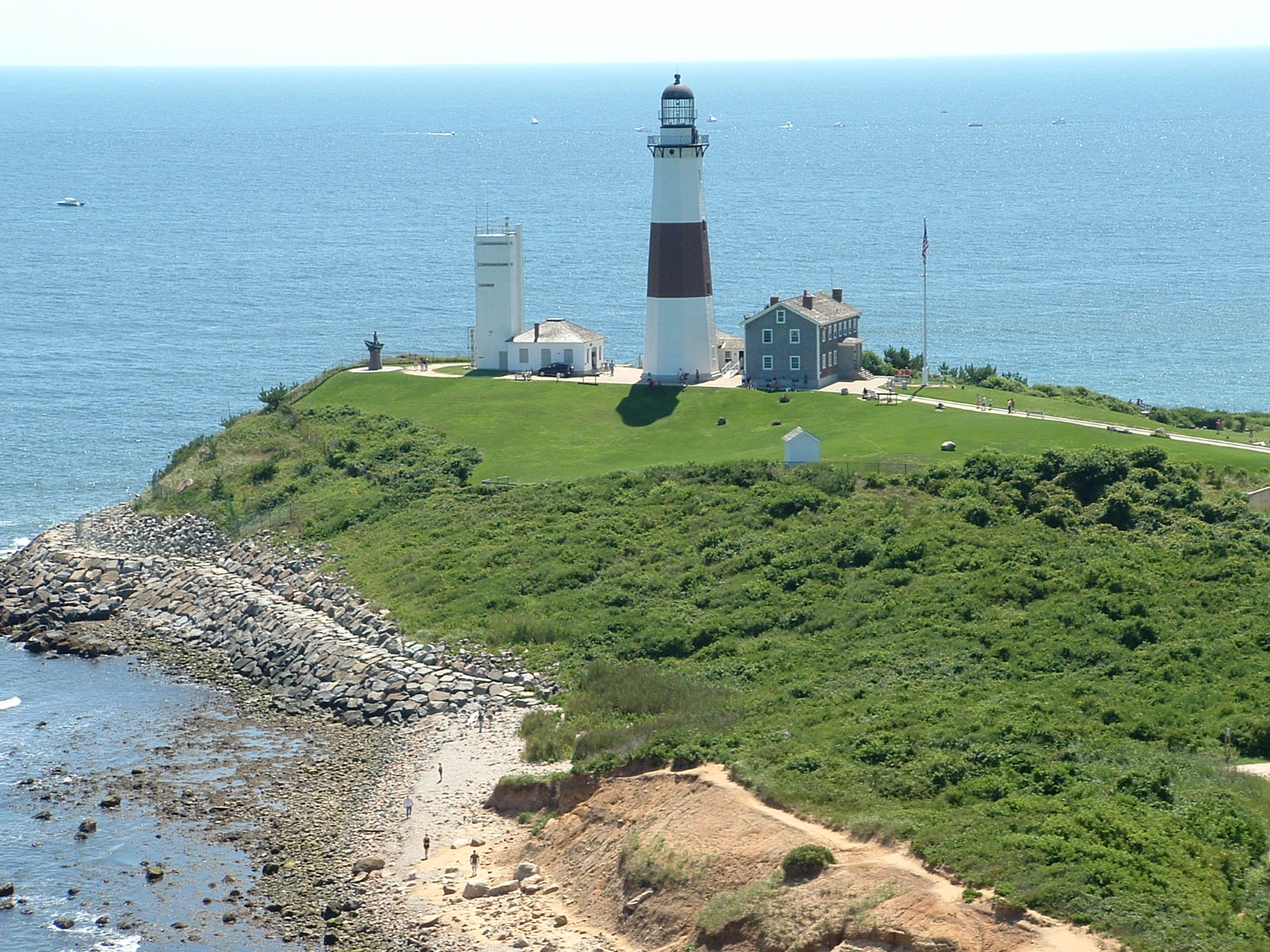
مونتيك بوينت

تحتوي لونغ آيلاند في نهاية أقصى الغرب على أحياء مدينة نيويورك وهي بروكلين (مقاطعة كينغز) وكوينز(مقاطعة كوينز). بينما تحتوي الأجزاء الوسطى والشرقية على الضواحي وهما مقاطعتي ناسو وسوفولك. لكن عادة ما يشير الاستخدام العامي لمصطلح «لونغ آيلاند» إلى مقاطعتي ناسو وسوفولك فقط. على سبيل المثال، البنك الإحتياطي الفيدرالي في نيويورك (بالإنجليزية: Federal Reserve Bank of New York) في منطقة لونغ آيلاند منفصل عن مدينة نيويورك. وتعتبر بروكلين وكوينز أكثر الأحياء حضارة وكثافة للسكان وعادة لانتشار إلى «لونغ آيلاند» لأنها تشكل جزء من مدينة نيويورك، على الرغم من أنه لا يزال موقع مقاطعة كوينز يشير إلى لونغ آيلاند قبل أن يحددوا ويدمجوا هذه المقاطعات بالمدينة متأخرا من عام 1911. وتُستخدم في قسم مدينة نيويورك في جزيرة لونغ آيلاند أسماء الجزيرة (آيلاند) في بعض مؤسساتها مثل جامعة لونغ آيلاند (بالإنجليزية: جامعة لونغ أيلاند) ومركز لونغ آيلاند اليهودي الطبي (بالإنجليزية: Long Island Jewish Medical Center). ويعتزم فريق سكان جزيرة نيويورك (لونغ آيلاند) دوري الهوكي الوطني بالاحتفاظ باسمه حتى بعد انتقاله من مقاطعة ناسو إلى مقاطعة بروكلين في 2015.
فمقاطعة ناسو أكثر تطوراً من مقاطعة سوفولك حيث تمتاز بالثراء الريفي في جولد كوست (بالإنجليزية: Gold Coast) من الساحل الشمالي (بالإنجليزية: North shore) وفايف تاونز (بالإنجليزية: Five Towns) في الساحل الجنوبي (بالإنجليزية: south shore). وبنى مجتمع الساحل الجنوبي على طول الجزيرة مناطق رطبة محمية حيث تحتوي أوتر بارير آيلاند (بالإنجليزية: Outer Barrier Islands) على الشواطئ الرملية البيضاء المواجهة للمحيط الأطلسي. حيث كان المستوطنين هم الكنديين والإنجليز قبل وقت من الحرب الثورية الأمريكية وإضافة إلى مجتمع الهنود الحمر وهم سكان الجزيرة. وشهد القرن 19 تجمع أغنى الأمريكيين فيما يسمى بقولد كوست في الساحل الشمالي حيث بنى الأغنياء الأمريكيين والأوربيين في العصر الذهبي (بالإنجليزية: Gilded Age) منازلهم الفخمة فيها. اليوم العديد من الأشخاص لا يزالون في الولاية الأصلية على الرغم من هدم العديد من العقارات الضخمة أو أصبح لديه حدائق ومشاتل وجامعات ومتاحف.
كانت ناسو أسرع المقاطعات نمواً في الولايات المتحدة من عام 1950 م إلى 1970 م وذلك بسبب النمو الاقتصادي وتضخم الضواحي بعد الحرب العالمية الثانية. ولا تزال مقاطعة سوفولك الأقل ازدحادما على الرغم من النمو الكبير في التكنولوجيا المتقدمة وقطاع الصناعات التحويلية الضوئية منذ عام 1990 وعلى الرغم أيضاً من التزايد في حركة المرور في السنوات الأخيرة. لا تزال سوفولك بلدة صغيرة ريفية موجودة في أحياء أقصى الشرق كما هو الحال في قرية جرينبورت (بالإنجليزية: Greenport) في مفترق الشمال وبعض المناطق الخارجية في قرية الهمبتونز (بالإنجليزية: The Hamptons) وعلى الرغم من تضخم السياحة الصيفية للسكان في تلك المناطق. وازداد عدد السكان في سوفولك الغربية مثل بلدة هنتنغتون (بالإنجليزية: Huntington) وبابل (بالإنجليزية: Babylon) وبدأت تشبه البلدات في ناسو.
تحتل مقاطعتي ناسو وسوفولك المرتبة العاشرة والمرتبة السادسة والعشرون من حيث أعلى متوسط دخل للأسر في الدولة على التوالي حسب المسح الإحصائي لمكتب الإحصاء في الولايات المتحدة للمجتمع الأمريكي لعام 2008. بالإضافة إلى ذلك تحتل مقاطعة ناسو المرتبة الثالثة من حيث أغنى مقاطعة لكل فرد في ولاية نيويورك والمرتبة الثلاثون من حيث الأغنى في الدولة والثانية من حيث أعلى الضرائب على الممتلكات في الولايات المتحدة. قامت مقاطعة سوفولك بإعادة تطوير حقول البطاطا في مفترق الشمال (بالإنجليزية: North Fork) إلى منطقة النبيذ المزدهرة. وتعرف منطقة مفترق الجنوب (بالإنجليزية: South Fork) بشواطئ المجتمع بما في ذلك هامبتونز (بالإنجليزية: Hamptons) ذات الشهرة العالمية ومنارة مونتوك بوينت (بالإنجليزية: Montauk Point Lighthouse) في الطرف الشرقي من الجزيرة.

### المناخ

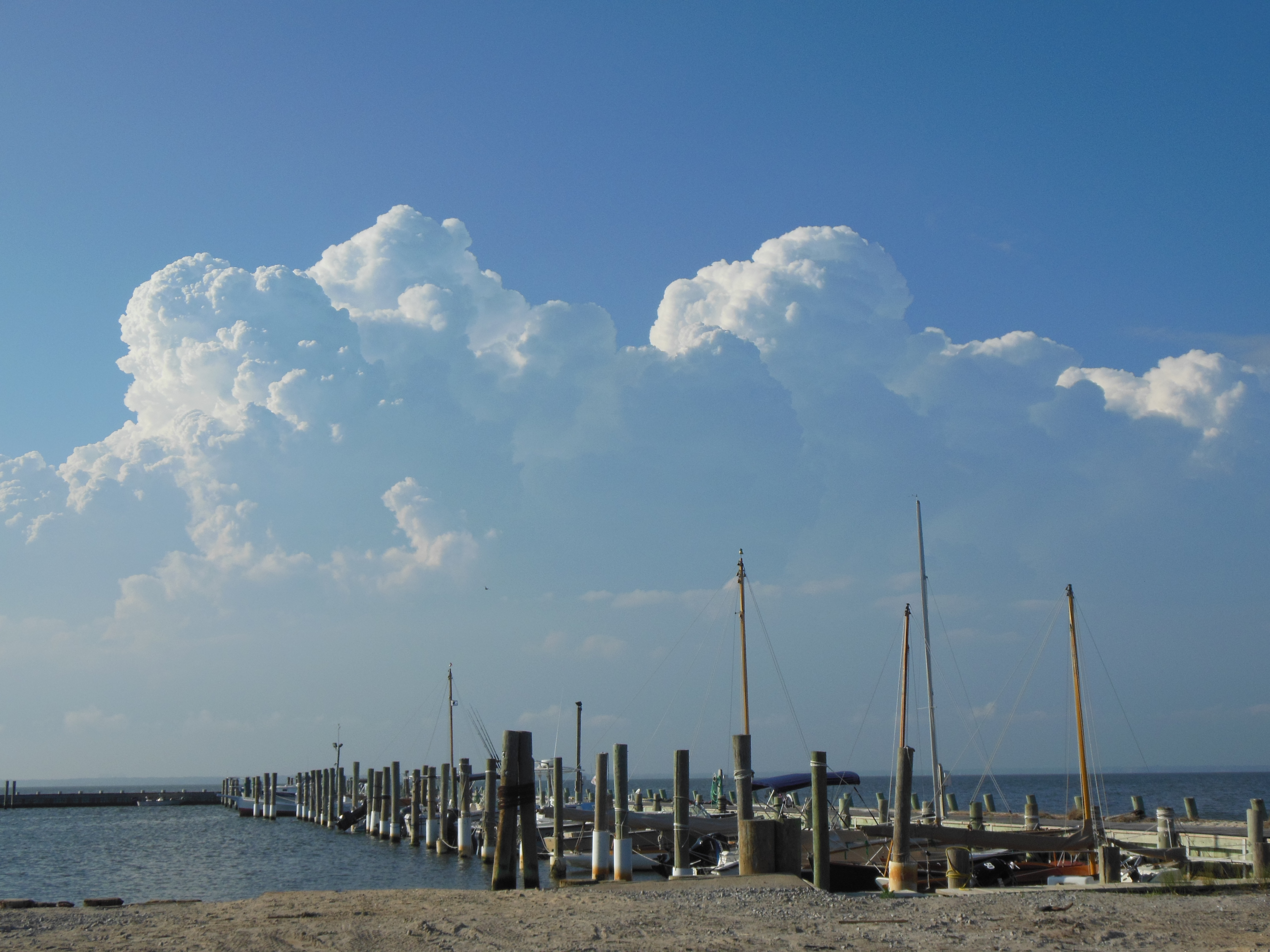
تجمع الغيوم الركامية فوق جزيرة لونغ ايلاند ظهر الصيف

مناخ لونغ آيلاند مماثل لغيره من المناطق الساحلية في شمال شرق الولايات المتحدة حيث أنه دافئ رطب صيفاُ وبارد ماطر شتاءُ. يكمن مناخ لونغ آيلاند في نطاق انتقالي بين مناخ استوائي رطب ومناخ قاري رطب وذلك اعتماداً على تصنيف كوبن للمناخ (بالإنجليزية: Koppen climate classification). ويساعد المحيط الأطلسي على جذب نسيم البحر بعد الظهر والذي يلطف الحرارة في الأشهر الأكثر دفئاً والحد من تكرار وشدة العواصف الرعدية. يعتبر مناخ لونغ آيلاند مشمش معتدل حيث يبلغ متوسطها بين 2400 و 2800 ساعة من أشعة الشمس سنوياً.
تعتبر درجات حرارة لونغ آيلاند نوعاً ما معتدلة نظراً لموقعها الساحلي مقارنة ببقية ولايات نيويورك. يعتبر شهر يناير هو أبرد الشهور، حيث يتراوح متوسط درجات الحرارة من 30 إلى 35 درجة فهرنهايت (-1 إلى 2 درجة مئوية) وشهر يوليو هو أدفئ الشهور، حيث يتراوح متوسط درجات الحرارة من 70 إلى 80 درجة فهرنهايت (21 إلى 27 درجة مئوية). [18] نادراً ما تنخفض درجات الحرارة لأقل من 5 درجة فهرنهايت (-15 درجة مئوية) وترتفع فوق 95 درجة فهرنهايت (35 درجة مئوية). تختلف درجات حرارة لونغ آيلاند من الغرب إلى الشرق، فالجزء الغربي عموماً (مقاطعة ناسو وكوينز وبروكلين) يكون أكثر دفئاً من الجزء الشرقي (مقاطعة سوفولك). ويرجع ذلك إلى عاملين: أن الجزء الغربي هو الأقرب إلى اليابسة وأكثر كثافة وتطور بسبب تأثير الجزر الحرارية الحضرية (بالإنجليزية: urban heat island). بينما يعتبر الجزء الشرقي بارد في معظم الأحيان بسبب اعتدال المحيط الأطلسي وجزيرة لونغ آيلاند ساوند، وكونها أيضاً أقل تطوراً. يمكن أن تكون درجة حرارة باين بارينز (منطقة واسعة من جرود الصنوبر المحمية بالإنجليزية: Pine Barrens) في شرق مقاطعة سوفولك ما يقرب 20 درجة فهرنهايت (11 درجة مئوية) في الليالي الجافة مع عدم وجود للسحب أو الرياح وتعتبر أكثر برودة عن بقية الجزر وذلك بسبب التبريد الإشعاعي (بالإنجليزية: radiational cooling).
يتوزع هطول الأمطار بانتظام إلى حدٍّ ما على مدار السنة وذلك ما يقارب 3-4 بوصة (76-102 ملم) في المتوسط خلال شهر. ويتراوح مجموع متوسط سقوط الثلج سنوياً من ما يقارب 20 إلى 35 بوصة (51 إلى 89 سم) فمتوسط سقوط الثلج في الساحل الشمالي والأجزاء الغربية أكثر من الساحل الجنوبي والأجزاء الشرقية. مع ذلك يمكن أن نرى في بعض من أجزاء الجزيرة ما يصل إلى 75 بوصة (190سم) من الثلوج أو أكثر في كل شتاء. في حين أنه يمكن أن نرى في معظم أجزاء الجزيرة أقل من 10 بوصة (25 سم) من الثلوج في بعض فصول الشتاء الساكنة جداً.

## الاقتصاد

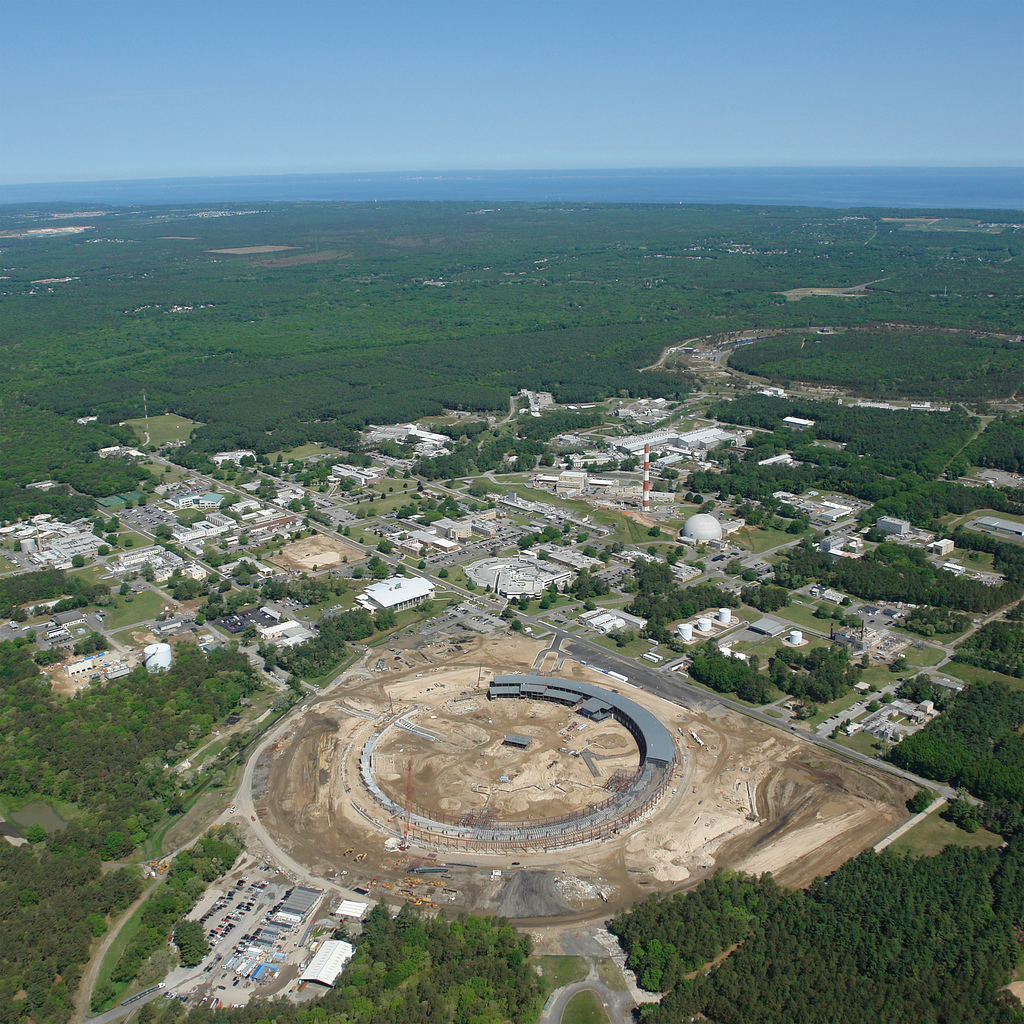
مختبر بروكهافن الوطني

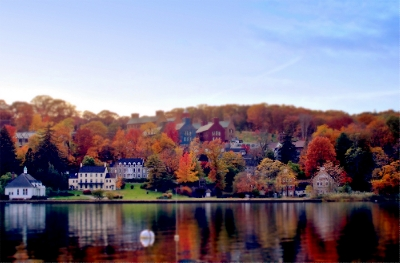
مختبر كولد سبرنغ هاربور

تشتهر مقاطعتي ناسو وسوفولك منذ فترة طويلة بثرائها. وتعتبر لونغ آيلاند من واحدة من أهم مراكز الطيران في الولايات المتحدة من حوالي سنة 1930 إلى سنة 1990 حيث لديها شركات طيران مثل غرورمان للطائرات (بالإنجليزية: Grumman Aircraft) وريبليك (بالإنجليزية: Republic) وفيرتشايلد (بالإنجليزية: Fairchild) وكيرتس (بالإنجليزية: Curtiss) وتوجد مقارها ومصانعها في لونغ آيلاند.
وقد لعبت لونغ آيلاند دوراً بارزاً في مجال البحوث العلمية والهندسية. وهو موطن لمختبر بروكهافن الوطني (بالإنجليزية: Brookhaven National Laboratory) في الفيزياء النووية وقسم بحوث الطاقة.
وهناك شركات جعلت من لونغ آيلاند مركزاً لصناعة الكمبيوتر في العقود الأخيرة مثل سبيري راند (بالإنجليزية: Sperry Rand) وكمبيوتر أسوسيتش (بالإنجليزية: Computer Associates) ومقرها آيلاند ومؤسسة موترولا التنقلية (بالإنجليزية: Motorola Enterprise Mobility) (حيث تقيم الآن في المقر السابق لسمبول تكنولوجي والمقر السابق لطائرات غورمان في هولتسفيل). تؤدي جامعة بروك ستوني (بالإنجليزية: Stony Brook University) من جامعة ولاية نيويورك دوراً واسع النطاق في مجال البحوث الطبية والتكنولوجية.
تعتبر لونغ آيلاند أيضاً هي موطن لمختبر كولد سبرنغ هاربور (بالإنجليزية: Cold Spring Harbor Laboratory) الذي كان يديره جيمس واسطون (بالإنجليزية: James D. Watson) حوالي 35 سنة، والذي كان جنباً إلى جنب مع فرانسيس كريك (بالإنجليزية: فرنسيس كريك) مكتشف الهيكل الحلزوني المزدوج للحمض النووي. تعتبر أيضاً موطناً لحديقة هابوغي الصناعية أكبر حديقة صناعية بالساحل الشرقي. يوجد لدى الحديقة 1300 شركة توظف أكثر من 71000 من سكان الجزيرة.

## المواصلات

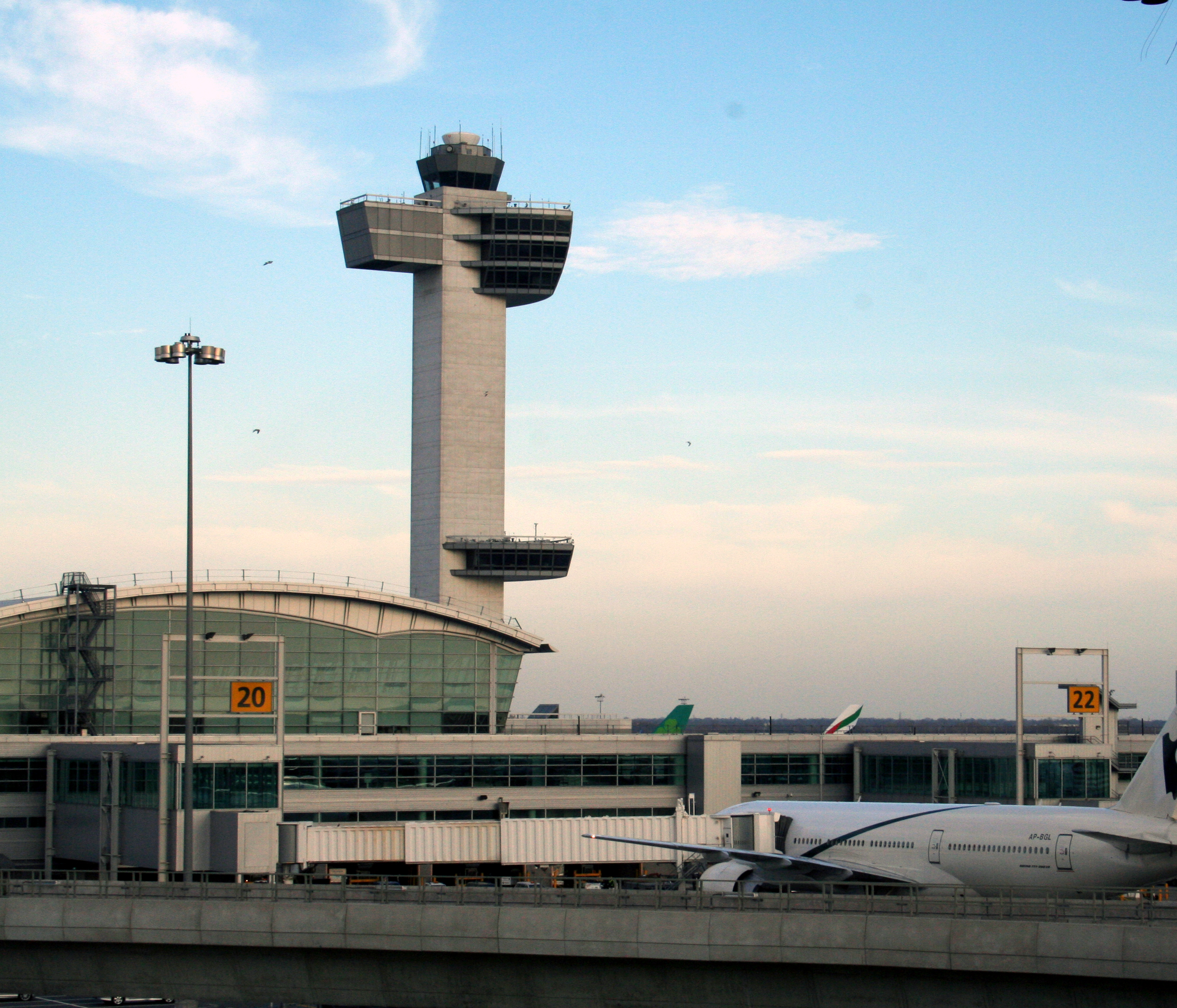
مطار جون إف كينيدي الدولي

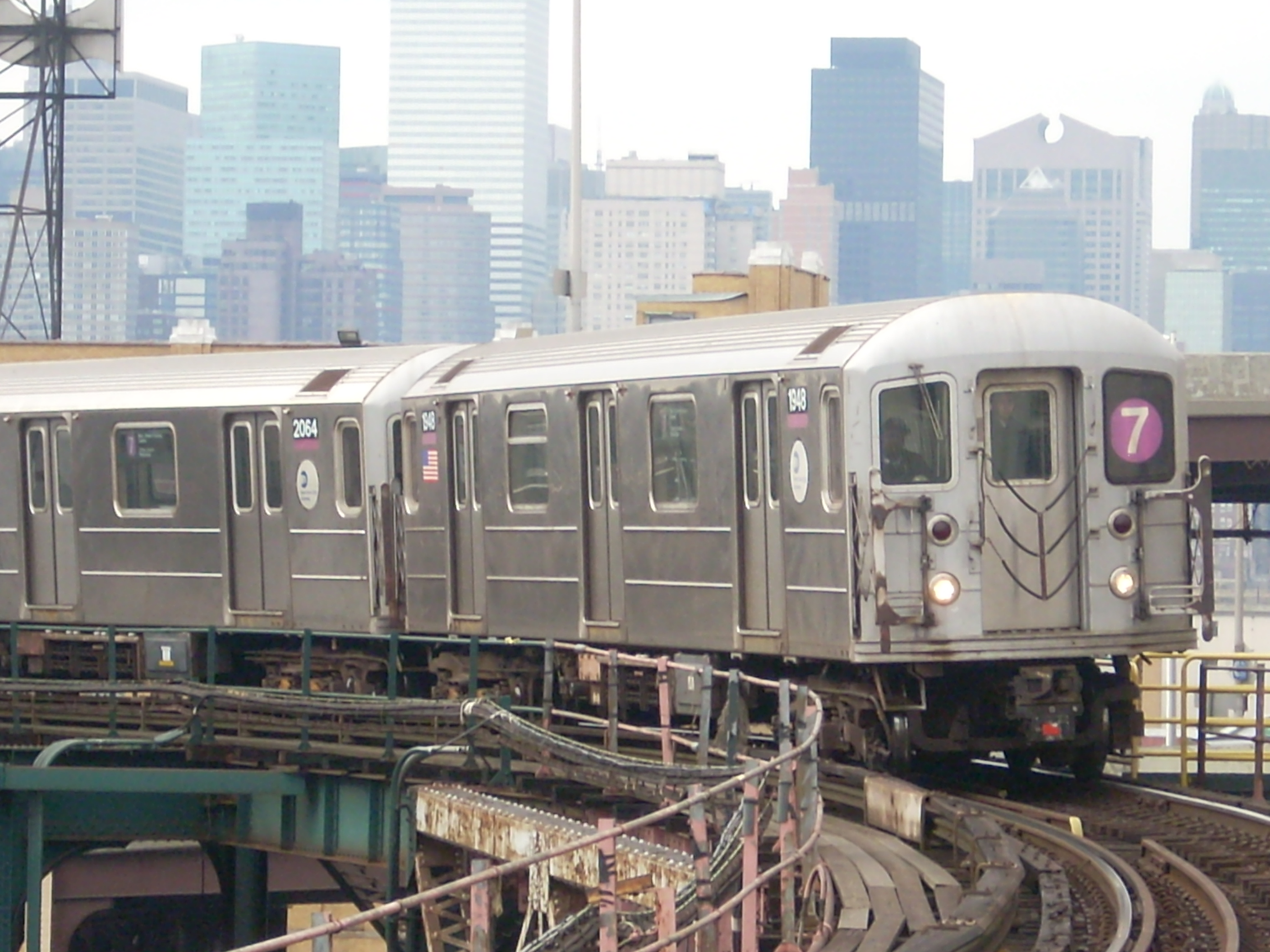
قطار مترو الأنفاق في كوينز

تخدم لونغ آيلاند كل أشكال النقل الأساسية بما في ذلك مطار جون إف كينيدي الدولي (بالإنجليزية: John F. Kennedy International Airport) ومطار لاغوارديا (بالإنجليزية: LaGuardia Airport) ومطار مكارثر لونغ آيلاند (بالإنجليزية: Long Island MacArthur Airport) ومطارات صغيرة متعددة وأيضاً السكك الحديدية ومترو الأنفاق والعديد من الطرق السريعة الرئيسية. وهناك أيضاً جسور تاريخية وحديثة وطرق ترفيهية وطرق للذاهبين للعمل وعبّارات تخدم أجزاء مختلفة من لونغ آيلاند.

## التعليم

### التعليم الابتدائي والثانوي
تعتبر مقاطعتي ناسو وسوفولك في لونغ آيلاند هي موطن لـ125 منطقة تعليمية عامة حيث تحتوي على مجموع 656 مدرسة عامة. في المقابل تخدم وزارة التربية والتعليم في مدينة نيويورك مقاطعتي بروكلين وكوينز حيث تملك أكبر منطقة تعليمية في الولايات المتحدة. أيضا لونغ آيلاند هي موطن لعدد من المدارس الخاصة ومدارس الأبرشية.

## الثقافة

### الرياضات
يلعب فريق ميتس نيويورك للبيسبول في سيتي فيلد (بالإنجليزية: Citi Field) في حديقة فلنشغ مادوز-كورونا بارك (بالإنجليزية: Flushing Meadows-Corona Park)، في كوينز. كان ملعب شيا (بالإنجليزية: Shea Stadium) هو ملعبهم السابق والذي كان أيضا موطن لفريق جيتس نيويورك لكرة القدم من عام 1964 حتى عام 1983. تم تصميم الملعب الجديد بواجهة خارجية وبهو مدخل رئيسي مستوحاة من أيديبت فيلد. يخطط فريق جيتس نيويورك لانتقال فريقهم دبل أ فارم (بالإنجليزية: Double A farm team) إلى لونغ آيلاند كجزء من خطة طموحة ولكن الخطة متوقفة حالياً لمقاطعة ناسو والتي تسمى مشروع المنارة (بالإنجليزية: The Lighthouse project). فريق بروكلين كلكلونز (بالإنجليزية: Brooklyn Cyclones) هو فريق دوري البيسبول للقاصرين وهو تابع لفريق جيتس نيوسورك. يلعب فريق كلكلونز في حديقة كي سبان مقابل الممر كوني آيلاند (بالإنجليزية: Coney Island) في بروكلين.

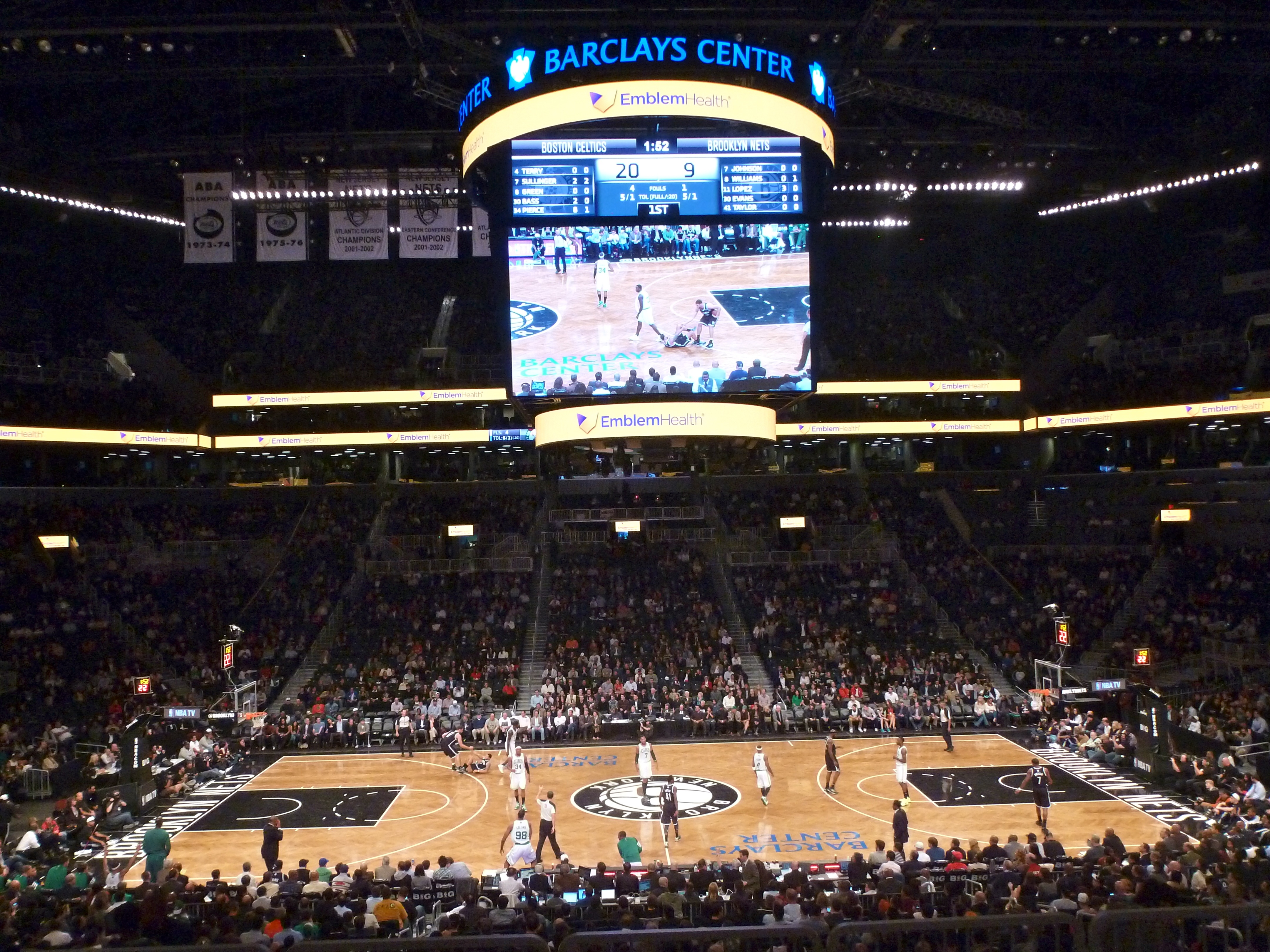
فريق بروكلين نيتز في مركز باركليز

بنى مركز باركليز جزئيا ساحات رياضية جديدة ومجمع تجاري وسكني على منصة على ساحات الأطلسي (بالإنجليزية: Atlantic Yards) في شارع الأطلسي (بالإنجليزية: Atlantic Avenue) في بروكلين حيث يعتبر الموطن الحالي لفريق بروكلين نيتز نيويورك لكرة القدم. شهد الانتقال من ولاية نيوجيرسي في الصيف في 2012 عودة لونغ آيلاند للامتياز والتي لعبت في استاد ميموريال ناسو للمحاربين القدامى (بالإنجليزية: Nassau Veterans Memorial Coliseum) من 1972-1977.
تعتبر مقاطعة ناسو موطناً لدوري الهوكي الوطني بالنسبة لسكان الجزيرة في نيويورك. لعب سكان الجزيرة في استاد ناسو في نيوندالي منذ بدايتها في عام 1972. حيث إن سكان الجزيرة سينتقلون إلى مركز باركليز في بروكلين في عام 2015 لضمان أن الفريق سيبقى في لونغ آيلاند.